# Spring of Youth
 (mai 2025).
Si vous disposez d'ouvrages ou d'articles de référence ou si vous connaissez des sites web de qualité traitant du thème abordé ici, merci de compléter l'article en donnant les références utiles à sa vérifiabilité et en les liant à la section « Notes et références ».
Spring of Youth (hangeul : 사계의 봄 ; RR : Sagyeui bom ; MR : Sagyeŭi pom) est une série télévisée sud-coréenne réalisé par Kim Sung-yong, dont la diffusion est prévue le 6 mai 2025 sur la chaîne SBS TV.

## Synopsis
Brutalement écarté de son groupe de K-pop à succès, Sa Gye reprend sa vie en main en intégrant l’université de Hanju et se retrouve pour la première fois confronté aux réalités de la vie étudiante.

## Distribution

### Acteurs principaux
- Ha Yoo-joon : Sa-gye, un chanteur et guitariste du groupe The Crown
- Park Ji-hoo : Kim Bom
- Lee Seung-hyub (en) : Seo Tae-yang

### Acteurs secondaires
- Jo Han-chul : Jo Sang-heon
- Seo Hye-won (en) : Bae Gyu-ri
- Cha Chung-hwa (en) : Kim Ja Yeong